# 天水·圍城
《天水‧圍城》，香港歌手李克勤於2006年推出的一首粵語流行歌曲，由Edmond Tsang作曲、林夕填詞、金培達、趙增熹監製；屬非情歌作品，描寫一個「被天及水包圍的圍城」內的社區問題。
本曲最大特點是以豎琴作主奏樂器，為香港流行音樂中少有，並由來自韓國的豎琴演奏家郭靜演奏。除豎琴外，亦加入韓國大鼓作為伴奏。

## 背景
李克勤表示《天水‧圍城》所屬的專輯《李克勤演奏廳II》是在韓國以現場錄音方式灌錄的。另一個特點是選好樂器後，才按其特色寫歌，如豎琴之於此曲。
林夕曾擔心題材太敏感，在填好詞後向李克勤徵求同意，後者答說沒問題，還用作主打歌。李克勤曾表示以這一首「非K歌」為第一主打，原因是他的目標聽眾不是太年輕的人，「可以接受有思考空間的音樂」。林夕又認為李克勤的包容度很高，給他寫詞思維限制較小。

## 製作人員
| - 貝斯：Balbuena Saga Marinito - 吉他：梁志權 - 大提琴：Chung Yu-Young（정유영） - 中提琴：Kim Hae-Ryeon（김해련） - 小提琴：Kim Hyun-Mi、Jung Hyun-Suk（정현석） - 鼓：Anthony M. Fernandes - 韓國大鼓：So Kyoung-Jin（서경진） - 豎琴：郭靜 - 鋼琴：趙增熹 | - 和聲：李克勤 - 錄音：江國華、Clement Pong、Logic Workshop - 混音：歐丁玉、Stephen Lim - 母帶後期製作：袁家揚 |

## 香港派台成績
| 903專業推介 | RTHK龍虎榜 | 新城勁爆997 | TVB勁歌金榜 |
| ----------- | ---------- | ----------- | ----------- |
| 1           | 1          | 1           | 1           |

## 現場演繹
李克勤於2006年9月的《星光熠熠耀保良》首次演唱《天水‧圍城》，此曲及後曾出現於其多個演唱會，如2008年的《你的克勤演奏廳》（以琵琶代替豎琴為主奏樂器）、2011年的《李克勤‧香港小交響樂團演奏廳》、2017年的《李克勤慶祝成立30週年演唱會》等。

## 反響
有評論人認為此曲醜化了天水圍新市鎮，使之被標籤為悲情城市，甚至有網民號召該區居民聯署要求禁止播放 ；相反也有人認為它令大眾關注如社區規劃不周的社會問題。後來互聯網出現了二次創作的世外桃源版，「唱好天水圍」。

## 獎項
- 新城勁爆頒獎禮2006 - 新城勁爆歌曲《天水、圍城》
- 2006年度十大勁歌金曲頒獎典禮 - 十大勁歌金曲獎《天水、圍城》
- 第二十九屆十大中文金曲頒獎音樂會 - 十大中文金曲《天水、圍城》